# Heidmoor
Heidmoor est une commune allemande du Schleswig-Holstein, située dans l'arrondissement de Segeberg. Elle fait partie de l'Amt Bad Bramstedt-Land (« Bad Bramstedt-campagne ») qui regroupe 14 communes entourant la ville de Bad Bramstedt.